# Te Puea Hērangi

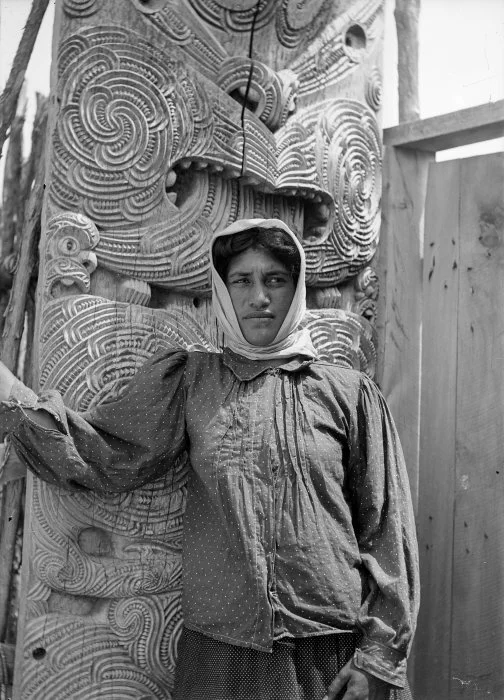
Te Puea Hērangi
(zwischen 1900 und 1908)

Te Puea Hērangi, CBE (* 9. November 1883 in Whatiwhatihoe, nahe Pirongia, Region Waikato, Neuseeland; † 12. Oktober 1952 in Ngāruawāhia, Neuseeland) war eine Māori, die in deren Kultur über Mana verfügte und eine Anführerin in der Bewegung des Kīngitanga war. Sie spielte eine entscheidende Rolle bei der Wiederherstellung des Kīngitanga als zentrale Kraft im Volk der Tainui und deren nationalen Anerkennung.

## Frühes Leben
Te Puea Hērangi wurde am 9. November 1883 in Whatiwhatihoe, nahe Pirongia in der Region Waikato geboren. Ihre Mutter war Tiahuia, Tochter des zweiten Māori-König Tāwhiao Te Wherowhero vom Stamm der Ngāti Mahuta und ihr Vater war Te Tahuna Hērangi, Sohn des englischen Landvermessers William Searancke und seiner Frau Hāriata Rangitaupa vom Stamm der Ngāti Maniapoto. Als Te Puea noch klein war, zog ihre Familie zunächst nach Pukekawa, einer kleinen Siedlung südsüdwestlich von Pukekohe und danach nach Mangatāwhiri, das in der Nähe von Mercer, südöstlich von Pukekohe lag. Zwischen 1895 und 1898 besuchte sie Grundschulen in Mercer und in Auckland.

## Entwicklung als Anführerin der Tainui
Te Puea soll als junge Erwachsene sehr lebhaft gewesen sein und mehrere kurzlebige Beziehungen gehabt haben. Eine davon war die mit Roy Seccombe, während dieser sie sich von ihrem Stamm getrennt hatte. Ihr Onkel Mahuta Tawhiao intervenierte um 1910 und holte sie zu ihrem Stamm zurück. Sie war dafür bestimmt eine Führungspersönlichkeit in ihrem Stamm zu sein. Ihre erste Bewährungsprobe dafür hatte sie 1911, indem sie Māui Pōmare als Parlamentskandidaten für die westlichen Māori anstelle von Hēnare Kaihau begleitete und ihm seine Wahl zum Neuseeländischen Parlament damit sicherte.
Ihr Einfluss unter den Tainui wuchs, als sie sich während des Ersten Weltkriegs an die Spitze des Widerstands gegen die Einberufungspolitik der neuseeländischen Regierung stellte und  fest an der Seite der Männer stand, die nicht in einem Krieg kämpfen wollten, der nicht ihrer war. Auch war nicht vergessen, dass die Regierung Māori enteignet hatten, um an deren Land zu kommen. Die Männer wurden 1918 gruppenweise vor die Wahl gestellt, im Militär zu dienen oder sich im Ausbildungslager Narrow Neck in Auckland den schweren militärischen Strafen auszusetzen, wenn sie sich weigerten. Te Puea reiste dorthin und setzte sich ab und zu so vor das Lager, dass die Männer sie sehen konnten und so ermutigt wurden, Stand zu halten. Auch brachte sie ihre Ablehnung der Wehrpflicht in eigens verfassten Waiata Liedern, wie „E huri rā koe“, „Kāti nei e te iwi te kumekume roa“, und „Ngā rā o Hune ka ara te pakanga“, zum Ausdruck.

## Siedlungsprojekt
Ein anderes Projekt das Te Puea realisierte, war durchaus schwieriger durchzuführen. Sie entschloss sich nahe Ngāruawāhia ein neues Zentrum für ihre Leute zu errichten. Sie kauften 10 Hektar von dem zuvor von der Regierung konfisziertem Land in der Nähe des Mündungsgebietes des Waipā River zum Waikato River, legten 1921 das sumpfige Land trocken und errichteten unter dem Namen Tūrangawaewae ein neues Marae und eine neue Siedlung. Te Puea sammelte 100 Waisenkinder aus dem südlichen Waikato und verteilten diese auf die Familien, die die verheerende Grippeepidemie von Ende 1918 überlebt hatten. Nicht Arbeit genug, musste sie sich anfangs auch noch mit den Pākehā-Einwohnern von Ngāruawāhia auseinandersetzen, die zu Beginn ihres Siedlungsprojektes versuchten sie zu vertreiben.

## Entwicklung für die Gemeinschaft
1927 bereisten sie die Ostküste, wo sie auf den Parlamentarier Apirana Ngata traf und zwischen beiden eine lange Freundschaft entstand. Apirana Ngata war es dann auch, der den Vorschlag das Versammlungshaus nach dem Vorfahren Māhinārangi zu benennen machte, der einst die Tainui mit den Stämmen der Ostküste vereinigt hatte. Im März 1929 wurde das Haus eingeweiht und sechstausend Menschen nahmen an der Feier teil. Ein weiteres Projekt das Te Puea anging war, die Einkommenssituation der maorischen Bevölkerung zu verbessern. Zuvor in lohnabhängiger Arbeit beschäftigt, war es ihr Ziel den Leuten in Eigenbeschäftigungsverhältnissen mehr gesichertes Einkommen und Unabhängigkeit zu ermöglichen. Apirana Ngata, mittlerweile Minister geworden, unterstützte dies durch staatliche Darlehen für Māori-Bauern und Landerschließungsprogrammen. 1940 erwarb Te Puea in der Nähe des Tūrangawaewae-Marae eine Farm und hoffte mit dem Einkommen darauf, das Marae und die Gemeinschaft erhalten zu können, die in Mitte der 1930er Jahr sich gut etabliert hatte. Sie und ihr Mann Rāwiri Tūmōkai Kātipa, den sie 1922 geheiratet hatte, lebten zwölf Jahre auf dem Hof.
In den späten 1930er Jahren fanden Te Puea und die Kīngitanga zunehmend offizielle Anerkennung und 1937 wurde sie mit dem Commander of the Most Excellent Order of the British Empire (CBE) geehrt. Im darauffolgenden Jahr eröffnete der Generalgouverneur George Monckton-Arundell, 8. Viscount Galway offiziell das beeindruckende geschnitzte Haus, das Te Puea für König Koroki Mahuta hat errichten lassen. Auch ließ Te Puea den Kanubau in der Tradition ihrer Vorfahren wiederbeleben.
1946 nahm sie das Angebot von Premierminister Peter Fraser an, der eine Summe von 5.000 Pfund pro Jahr auf unbestimmte Zeit versprach, die vom Tainui Māori Trust Board verwaltet werden sollten. Sie sah darin keine angemessene Entschädigung für das Leid, die Enteignung und der Verlust an Land, die ihre Stammesleute in der Vergangenheit hatten erfahren müssen, wusste aber, dass es das beste Angebot war, das sie zu der Zeit bekommen konnte. Te Puea war auch an einem Ausgleich und Verständigung zwischen den Pākehā und den Māori interessiert, damit die Menschen die Vergangenheit hinter sich lassen und sich der Zukunft zuwenden konnten. Sie war überzeugt, das ihr Volk den Pākehā zeigen sollte, was an ihrer Kultur gut war und anderseits sich man der Kultur der Pākehā auch etwas öffnen sollte und davon übernehmen könne, was auf deren Seite gut war. Auf der anderen Seite setzte sie sich aber auch für die Einheit der Stämme unter den Māori ein. Ihre Vision dazu zeigte sich auch, als sie sich an den Feierlichkeiten zum 600. Jahrestag der Ankunft der „Großen Flotte“ aktiv beteiligte. 1947 reiste sie nach Tonga und auf die Cook Islands und knüpfte Beziehungen in Richtung Pazifik, denn sie war sich der früheren Verbindungen zu anderen polynesischen Völkern sehr bewusst.
Mit den Jahren ging es Te Puea gesundheitlich immer schlechter, bis sie am 12. Oktober 1952 nach langer, schwerer Krankheit zu Hause in Ngāruawāhia verstarb.

## Ehrungen
- 1937 - Commander of the Most Excellent Order of the British Empire (CBE)